# 38e cérémonie des Grammy Awards
La 38e cérémonie des Grammy Awards a eu lieu au Shrine Auditorium à Los Angeles le 28 février 1996.

## Palmarès

### Catégories générales
| Prix                      | Artiste                 | Titre                   |
| ------------------------- | ----------------------- | ----------------------- |
| Enregistrement de l'année | Seal                    | Kiss from a Rose        |
| Album de l'année          | Alanis Morissette       | Jagged Little Pill      |
| Chanson de l'année        | Seal                    | Kiss from a Rose        |
| Meilleur nouvel artiste   | Hootie and The Blowfish | Hootie and The Blowfish |

### Pop
| Prix                                              | Artiste                        | Titre                                   |
| ------------------------------------------------- | ------------------------------ | --------------------------------------- |
| Best Female Pop Vocal Performance                 | Annie Lennox                   | No More \"I Love You's\"                |
| Best Male Pop Vocal Performance                   | Seal                           | Kiss from a Rose                        |
| Best Pop Performance By A Duo Or Group With Vocal | Hootie and the Blowfish        | Let Her Cry                             |
| Best Pop Collaboration With Vocals                | The Chieftains et Van Morrison | Have I Told You Lately That I Love You? |
| Best Pop Instrumental Performance                 | Los Lobos                      | Mariachi Suite                          |
| Best Pop Album                                    | Joni Mitchell                  | Turbulent Indigo                        |
| Best Traditional Pop Vocal Performance            | Frank Sinatra                  | Duets II                                |

### Country
| Prix              | Artiste | Titre                         |
| ----------------- | ------- | ----------------------------- |
| Best Country Song |         | Go Rest High On That Mountain |

### Classique
| Prix                           | Artiste | Titre                                   |
| ------------------------------ | ------- | --------------------------------------- |
| Best Opera Recording           |         | Berlioz: Les Troyens                    |
| Best Chamber Music Performance |         | Brahms/Beethoven/Mozart: Clarinet Trios |

### Autres
| Prix             | Artiste | Titre                                                  |
| ---------------- | ------- | ------------------------------------------------------ |
| Best Album Notes |         | The Complete Stax/Volt Soul Singles, Vol. 3: 1972-1975 |